# Beton roman

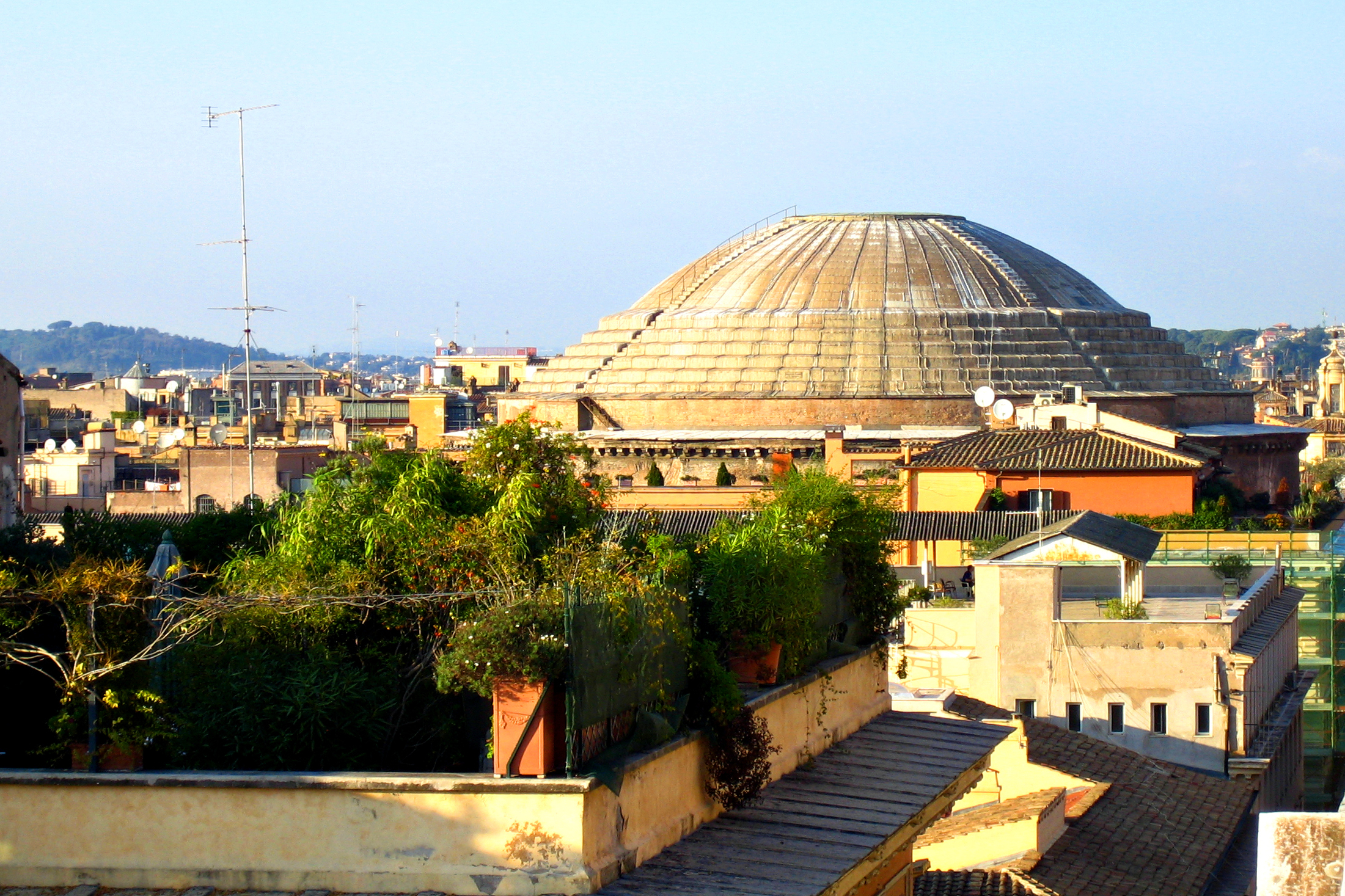
Vedere exterioară a Panteonului din Roma cu cea mai mare cupolă din beton nearmat din lume

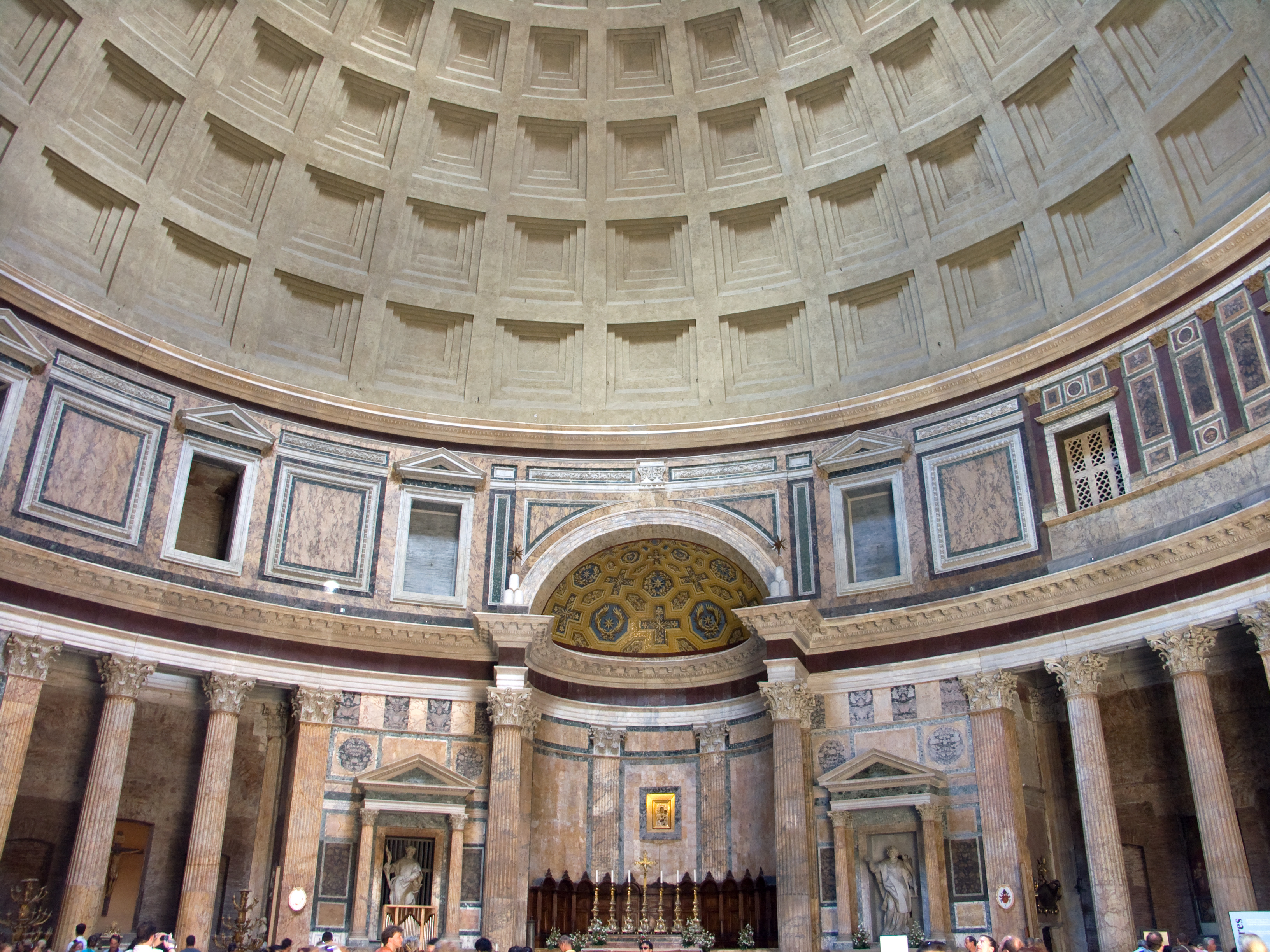
Panteonul din Roma este un exemplu de construcție romană din beton.

Betonul roman, numit și opus caementicium, a fost folosit în construcții în Roma Antică. La fel ca echivalentul său modern, betonul roman se bazează pe un ciment hidraulic cu priză adăugat la un agregat.
Multe clădiri și structuri încă în picioare astăzi, cum ar fi poduri, rezervoare și apeducte, au fost construite cu acest material, demonstrând versatilitatea și durabilitatea lui. Rezistența se datorează și adăugării de cenușă vulcanică  de Pozzuoli, acolo unde era disponibilă (în special în Golful Napoli), ceea ce a împiedicat lărgirea fisurilor. Cercetări recente au arătat că încorporarea conglomeratelor de var a permis betonului să-și repare singur fisurile.
Betonul roman a fost utilizat pe scară largă (construcții civile ale plebei, administrative, militare etc) începând cu anul 150 î.Hr.; în timp ce unii cercetători cred că a fost dezvoltat cu un secol înainte ca acest lucru să se întâmple.
A fost folosit frecvent în combinație cu fațade și alte suporturi, iar interioarele au fost decorate în continuare cu stuc, picturi în frescă sau marmură colorată. Alte dezvoltări inovatoare ale materialului, ca parte a așa-numitei revoluții a betonului, au dus la forme structural complicate, cum ar fi cupola Panteonului, cea mai mare și mai veche cupolă din beton nearmat din lume.
Diferă de betonul modern prin faptul că agregatele includ adesea componente mai mari și, prin urmare, a fost așezat mai degrabă decât turnat. Betoanele romane, ca orice beton/ciment hidraulic, puteau fi așezate și sub apă, ceea ce era util pentru poduri și alte construcții pe malul apei.

## Referințe istorice

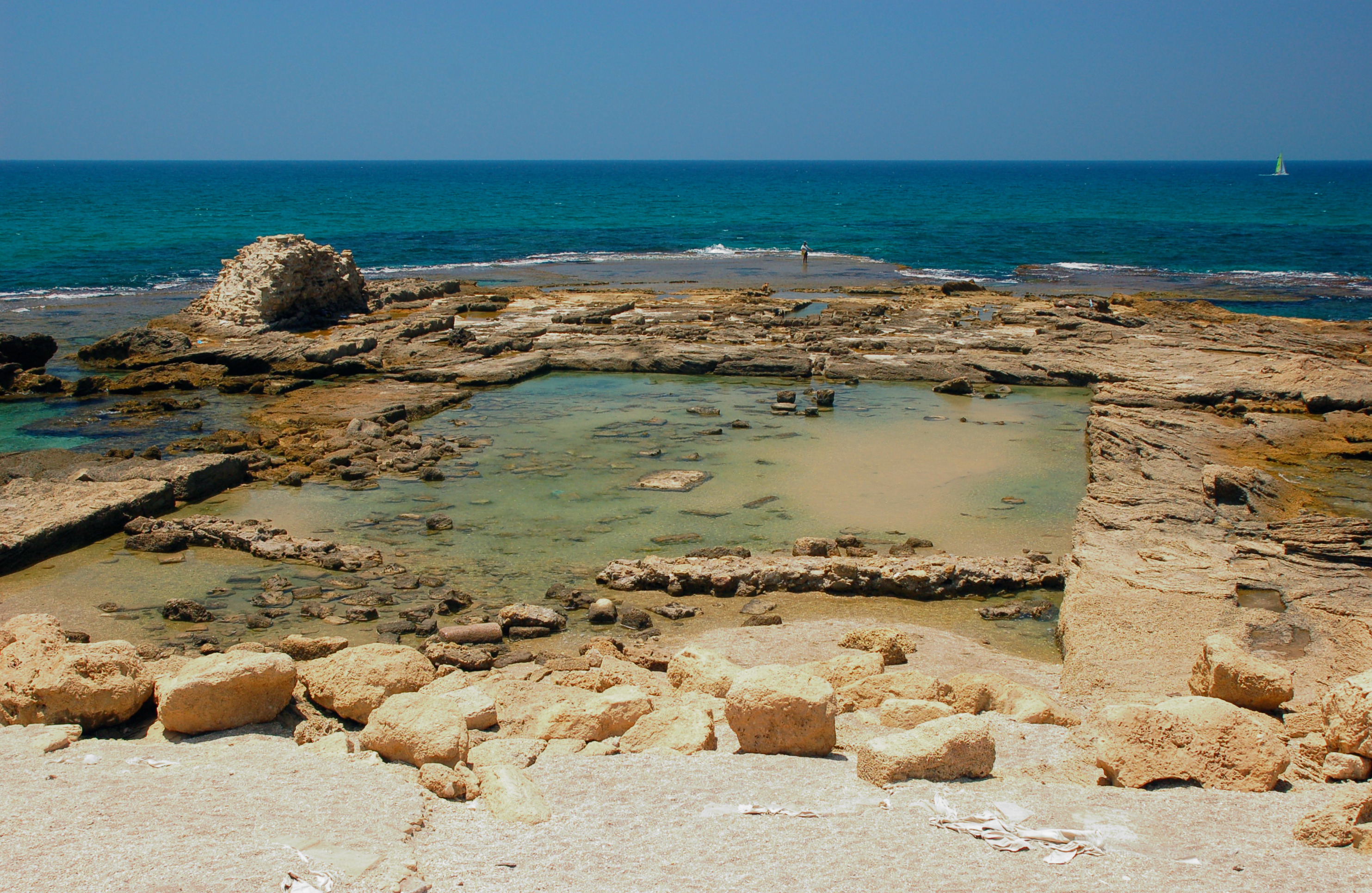
Portul Cezareea Maritima: un exemplu de tehnologie subacvatică a betonului roman la scară largă

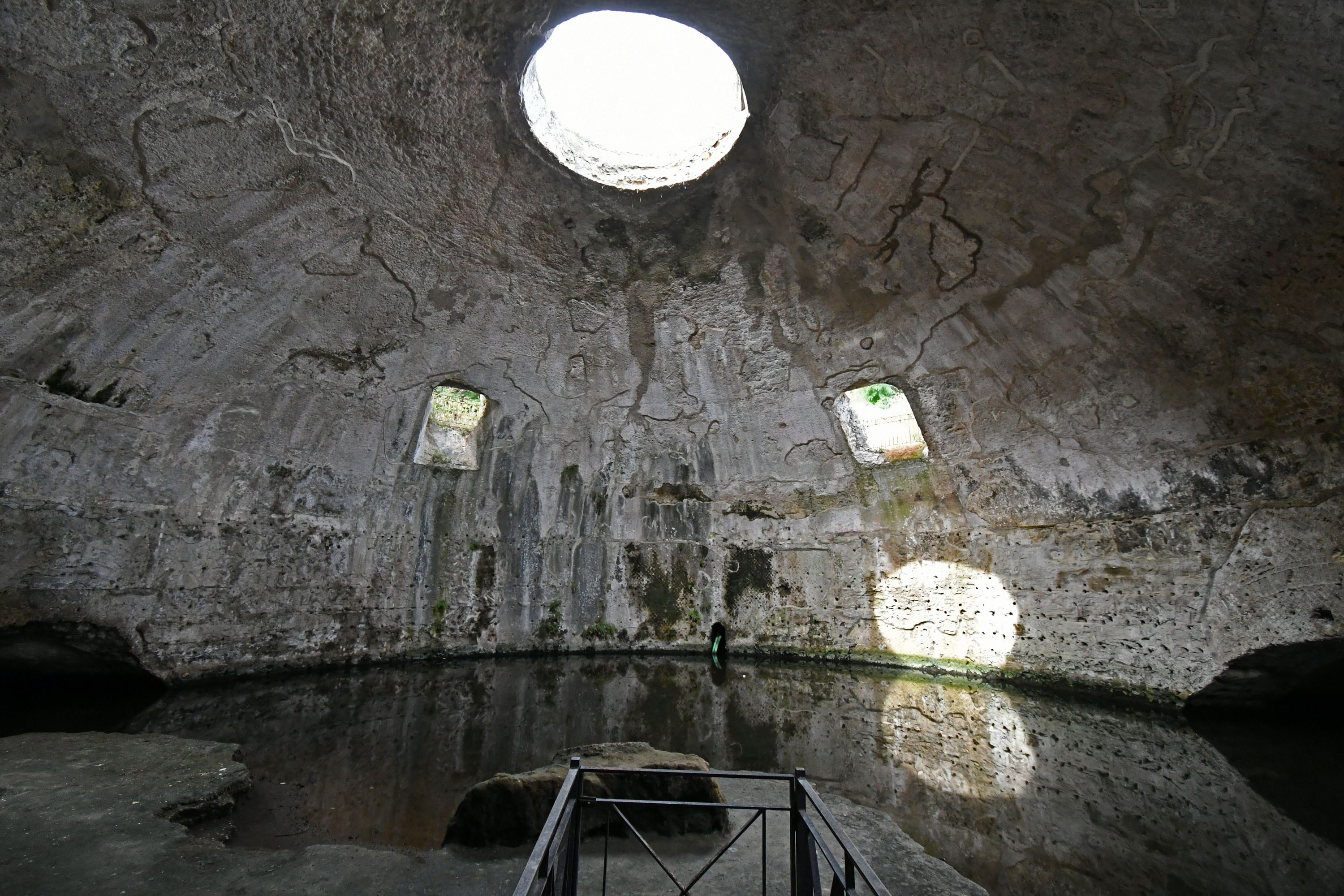
Ruinele așa-numitului „Templu al lui Mercur” din, un roman din bazinul unei băi construite în secolul I î.Hr. în timpul Republicii Romane târzii, care conține cel mai vechi dom de beton păstrat, și cel mai mare înainte de Panteonul din Roma.

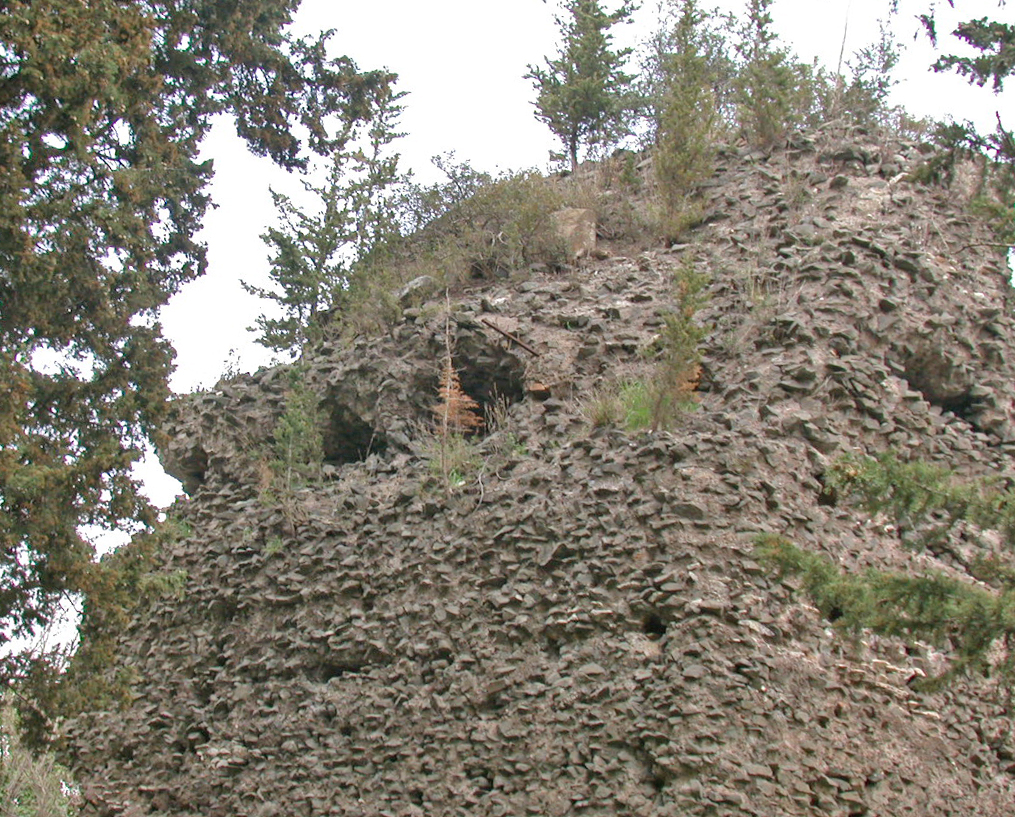
Exemplu de opus caementicium la un mormânt de pe Via Appia Antica. Învelișul original a fost îndepărtat.

## Proprietățile materialelor

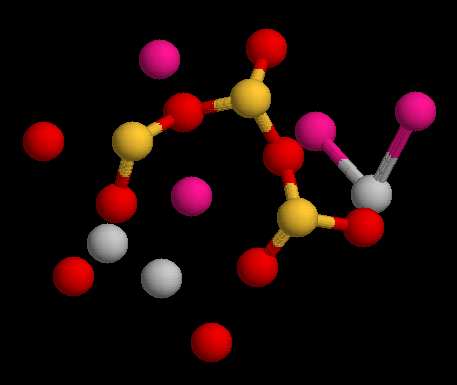
Structura cristalină a tobermoritei: celulă unitară elementară